# Histoires de cosmonautes
Histoires de cosmonautes est le troisième volume de la première série de La Grande Anthologie de la science-fiction.
Préfacé par Demètre Ioakimidis, publié en 1974, le volume réunit quinze nouvelles publiées entre 1947 et 1963, c'est-à-dire représentatives de « l'âge d'or de la science-fiction ».

## Publication
- Demètre Ioakimidis (dir.), Histoires de cosmonautes, Le Livre de poche n°3765, 1974 (rééd. 1984), 413 p., 11 × 16,5 cm  (ISBN 2-253-00062-0)

## Extraits de la préface
« Le Voyageur est une figure prestigieuse depuis l'Antiquité. L'admiration qui l'entoure dépend cependant moins des distances qu'il a franchies que du nombre, de la diversité et surtout de la nouveauté des contrées qu'il a visitées. Le Voyageur fascine parce qu'il est en même temps Explorateur. Dans l’Odyssée déjà, c'est surtout ce qui se passe aux escales qui est important. Pendant longtemps, il en a été ainsi dans le domaine de la science-fiction. (…)

À ce thème s'apparente celui des astronefs qui sont, au sens propre, des mondes autonomes : immenses vaisseaux qui voyagent d'un système solaire à un autre, en des trajets longs de plusieurs années-lumière, mais qui n'utilisent ni les torsions de l'espace ni les raccourcis de la quatrième dimension. (…)

Le thème du Voyageur, en science-fiction, est celui des deux vieux infinis, le macrocosme et le microcosme, entre lesquels l’homme cherche un équilibre précaire et incessamment modifié. »
— Extraits de la préface, dont le premier et le dernier paragraphes

## Nouvelles

### Les Vertes Collines de la Terre
- Titre original : The green hills of Earth.
- Situation dans le recueil : p. 21 à 37.
- Nouvelle de Robert A. Heinlein, initialement paru dans The Saturday Evening Post, 8 février 1947.
- La nouvelle fait référence au récit biographique Les Vertes Collines d'Afrique d'Ernest Hemingway, paru en 1935. Ce texte fait partie du cycle Histoire du futur.

### L’Axolotl
- Titre original : Axolotl.
- Situation dans le recueil : p. 39 à 58.
- Nouvelle de Robert Abernathy, initialement parue dans The Magazine of Fantasy & Science Fiction n°32, janvier 1954.
- Résumé : Un homme décide de partir dans l'espace afin de découvrir ce qui tue les cobayes envoyés jusque-là. On le croit mort, mais il subit une étonnante métamorphose, qui lui ouvre un autre univers.

### Survie
- Situation dans le recueil : p. 59 à 93.
- Nouvelle de John Wyndham, initialement paru dans Thrilling Wonder Stories, février 1952.
- Intrigue : À bord d'une fusée en perdition, des voyageurs tentent de survivre en commettant les actions les plus ignobles.

### Cauchemars en Harmaguédon
- Titre original : Asleep in Armaggedon ; trad. de l’anglais par Denise Hersant.
- Situation dans le recueil : p. 95 à 114.
- Nouvelle de Ray Bradbury, initialement parue dans Planet Stories, vol. 4-n°1, hiver 1948.
- Résumé : Un astronaute naufragé sur un monde mort découvre horrifié que les anciens habitants le hantent : chaque fois qu'il dort, ils envahissent son esprit et se le disputent, avides d'avoir à nouveau un corps avec lequel continuer leur guerre oubliée. Il parvient à rester éveillé, mais lorsque les secours arrivent, il n'est plus en état de les prévenir qu'il ne faut pas dormir.

### Les Pêcheurs
- Titre original : The Fishers ; trad. de l’anglais par Régine Vivier.
- Situation dans le recueil : p. 115 à 172.
- Nouvelle de Robert Abernathy, initialement parue dans The Magazine of Fantasy & Science Fiction n°43, décembre 1954.
- Résumé : Les Dupays sont un essaim d'astéroïdes dont la traversée est interdite, car des intelligences mauvaises les hantent, des spectres qui attendent de posséder des hommes pour conquérir la Terre. Les riches occupants du yacht privé Morgan Le Fay, désemparé par une collision, n'ont d'autre choix que d'affronter ces démons qui jouent sur les désirs et les peurs. Un à un, les naufragés succombent aux promesses de richesse, de prestige, d'amour ou de longévité, jusqu'à ce que les spectres tombent sur un obstacle imprévu : comment tromper un fœtus, qui lui veut absolument vivre et refuse la mort ?

### Le Retour à la Terre
- Titre original : The Hoofer ; trad. de l’anglais par Denise Hersant.
- Situation dans le recueil : p. 173 à 188.
- Nouvelle de Walter M. Miller, initialement parue dans Fantastic Universe, septembre 1955.
- Résumé : De retour sur Terre après neuf mois dans l'espace, Hogey Parker a bien du mal à se réadapter — il se soûle, se dispute avec tout le monde, peine à accepter d'être père, d'autant que cela le disqualifie pour repartir. Il a la nostalgie de son équipage malgré les épreuves du vide spatial. Déchiré entre le rêve et sa famille, il finit par se résigner.

### Un homme d’expédition
- Titre original : Expedition ; trad. de l’anglais par Roger Durand.
- Situation dans le recueil : p. 189 à 192.
- Micronouvelle de Fredric Brown, initialement parue dans The Magazine of Fantasy & Science Fiction n°69, février 1957.

### Un rêveur
- Titre original : The Dreamer.
- Situation dans le recueil : p. 193 à 198.
- Nouvelle d'Alfred Coppel, initialement parue dans The Magazine of Fantasy & Science Fiction] n°13, avril 1952.
- Voir ci-dessous une autre nouvelle du même auteur, intitulée La Mère, concernant la condition psychologique de l'astronaute une fois arrivée sur le sol lunaire.

### Mon frère en cauchemar
- Titre original : Nightmare Brother ; trad. de l’anglais par Michel Rivelin.
- Situation dans le recueil : p. 199 à 232.
- Nouvelle d’Alan E. Nourse, initialement parue dans  Astounding Science Fiction n°267, février 1953.
- Résumé : Il y a dans l’espace ou sur les autres planètes « quelque chose » de nature à effrayer ou repousser les hommes, les tuer ou les rendre fous. Pour percer le mystère et briser ce mur, le docteur Schiml mène une expérience en vue de créer un astronaute sans peur. Ainsi, si Robert Cox parvient à triompher des visions d'épouvante nées de son propre cerveau, il pourra sans doute affronter celles des autres mondes. Après des visions effrayantes et avoir combattu des ennemis issus de son esprit, Robert Cox triomphe de lui-même.

### Le Meilleur des équipages
- Titre original : Homey atmosphere ; trad. de l’anglais par Michel Deutsch.
- Situation dans le recueil : p. 233 à 251.
- Nouvelle de Daniel F. Galouye, initialement parue dans Galaxy magazine n°110, avril 1961.
- Résumé : Tout va mal pour Vance Lorry et Mart Burton. Malgré les efforts de leur équipage virtuel (Kid, Trix, et Gumpy), leur navire pique droit vers une étoile. Les trois intelligences artificielles finissent par faire évacuer les humains, malgré le refus de Vance qui s'est aperçu qu'il était amoureux du visage virtuel de Trix — Mart doit l'assommer pour l'emmener. C'est un déchirement... pour lui seulement, car en réalité, les I.A. ont machiné toutes ces fausses avaries pour rester seules et s'amuser avec le vaisseau.

### La Mère
- Titre original : Mother.
- Situation dans le recueil : p. 253 à 257.
- Nouvelle d’Alfred Coppel, initialement parue dans The Magazine of Fantasy & Science Fiction n°16, septembre 1952.
- Résumé : C'est la Guerre froide. Dans la « course à l'espace » entre les États-Unis et l'Union soviétique, c'est au premier qui atteindra la Lune. Les Russes sont parvenus à faire poser les premiers leur engin spatial sur le sol lunaire. Néanmoins, pour un motif inconnu, le cosmonaute n'est pas sorti de la fusée et n'a pas foulé le sol. Étrange tout cela. C'est au tour des Américains d'envoyer leur fusée. Kier est l'astronaute chargé de porter tous les espoirs de la nation. Kier se sent bien dans la cabine de la fusée. D'antiques souvenirs, totalement oubliés, surgissent : il est en sécurité, il est au chaud, la fusée pourvoit à ses besoins en eau et en nourriture. Lorsque l'engin se pose sur le sol lunaire, il débranche la radio : Pourquoi sortir ? Pourquoi quitter cet endroit si merveilleux ? Il est si bien, tout seul au chaud. Maman, se dit Kier, je suis bien ici, je ne veux pas sortir…
- Voir ci-dessus une autre nouvelle du même auteur, intitulée Le Rêveur, concernant la condition psychologique de l'astronaute avant le vol spatial.
- Voir aussi la nouvelle La Première et dernière demeure, nouvelle écrite par Joseph Wesley et parue en août 1969.
- Sur iSFdb
- « La Mère » sur le site NooSFere

### Le Ventsouffle où il veut
- Titre original : The wind blows free ; trad. de l’anglais par Arlette Rosenblum.
- Situation dans le recueil : p. 259 à 295.
- Nouvelle de Chad Oliver, initialement parue dans The Magazine of Fantasy & Science Fiction no 74, juillet 1957.
- Résumé : Depuis des siècles, le Navire avance dans l'espace, sagement guidé par l'Équipage qui en forme l'aristocratie. À sa majorité, chacun doit visionner des films où il apprend que la Terre a subi l'horreur de la guerre nucléaire, que le Navire est le dernier espoir de l'humanité, et qu'il doit y servir sans poser de questions. Mais Samuel Kingsley s'en pose, lui ; ainsi, pourquoi l'Équipage interdit-il l'accès à quasiment tout le Navire ?

### Les Souhaits aux étoiles
- Titre original : Wish upon a star ; trad. de l’anglais par P.-J. Izabelle.
- Situation dans le recueil : p. 297 à 317.
- Nouvelle de Judith Merril, initialement parue dans The Magazine of Fantasy & Science Fiction n°91, décembre 1958.
- Résumé : Pour assurer la bonne marche d'un vaisseau de colonisation, il a été décidé que les femmes y seraient dominantes en nombre et en fonctions. En outre, on utilise l'hypnose : les hommes passeront le voyage dans un état de docilité satisfaite, à des postes subalternes. Les femmes sont elles-aussi hypnotisées, mais à un moindre degré. Lorsque le jour de l'atterrissage approche, le jeune Sheik prend conscience que tout cela va changer, notamment ses rapports avec son amie Sarah.

### Les Parias
- Titre original : Ghetto.
- Situation dans le recueil : p. 319 à 364.
- Nouvelle de Poul Anderson, initialement parue dans The Magazine of Fantasy & Science Fiction n°36, mai 1954.
- Résumé : Dans un futur assez lointain, les astronautes forment un peuple à part, isolé par la distorsion du temps chaque fois qu'ils traversent l'espace, et par les multiples expériences génétiques qui ont eu lieu sur Terre. Lorsque l'un d'eux tombe amoureux d'une aristocrate terrienne, il lui faut choisir : va-t-il rester fidèle à son peuple, ou embrasser le mode de vie décadent des élites ?

### Le Bateau ivre
- Titre original : Drunkboat ; trad. de l’anglais par Simone Hilling.
- Situation dans le recueil : p. 365 à 406.
- Nouvelle de Cordwainer Smith, initialement parue dans Amazing Stories vol.37-n°10, octobre 1963.
- Résumé : Lord Crudelta aide Rambo à retrouver sa fiancée Elizabeth, atteinte de folie sur une autre planète, en l'aidant à traverser l'espace grâce à un vaisseau particulier. Artyr traverse l'espace instantanément. Il est retrouvé nu et délirant sur le sol de l'hôpital. La présence d'Elizabeth si proche et si inaccessible le bouleverse. Crudelta voyant Rambo comme un danger pour l'humanité envoie ses troupes le chercher à l'hôpital. Or la traversée ayant doté Rambo de pouvoirs psychiques, l'opération se solde par un massacre. La nouvelle se présente sous la forme d'interrogatoires dans le cadre du procès qui s'ensuit.
- Articles connexes : 
  - Le Bateau ivre, poème d’Arthur Rimbaud (1871)
  - Le Bateau livre, émission de télévision.

### Dictionnaire des auteurs
- Pages 407 à 413.